# LO Весов
LO Весов (лат. LO Librae) — одиночная переменная звезда в созвездии Весов на расстоянии (вычисленном из значения параллакса) приблизительно 20220 световых лет (около 6200 парсеков) от Солнца. Видимая звёздная величина звезды — от +14,3m до +13m.

## Характеристики
LO Весов — пульсирующая переменная звезда типа RR Лиры (RRAB).